# Campionat del Món de motocròs 1986
La temporada de 1986 del Campionat del Món de motocròs fou la 30a edició d'aquest campionat, organitzat per la FIM. El calendari oficial constava de 12 Grans Premis, celebrats entre el 6 d'abril i el 10 d'agost. El primer Gran Premi de la temporada, el de Suïssa (programat a Payerne el 6 d'abril), fou anul·lat a causa de la neu.
Aquella fou la darrera temporada en què es disputà el Gran Premi d'Espanya de 125 cc al Circuit del Cluet de Montgai (concretament, fou l'1 de juny).

## Sistema de puntuació
Barem de puntuació del 1984 al 2000:
| Posició | 1  | 2  | 3  | 4  | 5  | 6  | 7 | 8 | 9 | 10 | 11 | 12 | 13 | 14 | 15 |
| Punts   | 20 | 17 | 15 | 13 | 11 | 10 | 9 | 8 | 7 | 6  | 5  | 4  | 3  | 2  | 1  |

## 500 cc

### Grans Premis
| Ronda | Data         | Gran Premi                    | Lloc            | Guanyador        |
| ----- | ------------ | ----------------------------- | --------------- | ---------------- |
| 1     | 20 d'abril   | Gran Premi d'Àustria          | Sittendorf      | André Malherbe   |
| 2     | 27 d'abril   | Gran Premi dels Països Baixos | Markelo         | Dave Thorpe      |
| 3     | 4 de maig    | Gran Premi de Suècia          | Vimmerby        | Kees Van der Ven |
| 4     | 11 de maig   | Gran Premi de Finlàndia       | Ruskeasanta     | Eric Geboers     |
| 5     | 8 de juny    | Gran Premi d'Alemanya         | Beuern          | André Malherbe   |
| 6     | 22 de juny   | Gran Premi del Canadà         | Chatsworth      | André Malherbe   |
| 7     | 29 de juny   | Gran Premi dels Estats Units  | Carlsbad        | Rick Johnson     |
| 8     | 6 de juliol  | Gran Premi de França          | Château-du-Loir | Georges Jobé     |
| 9     | 13 de juliol | Gran Premi de Gran Bretanya   | Hawkstone Park  | Eric Geboers     |
| 10    | 3 d'agost    | Gran Premi de Bèlgica         | Namur           | Georges Jobé     |
| 11    | 10 d'agost   | Gran Premi de Luxemburg       | Ettelbruck      | Georges Jobé     |

### Classificació final
| Posició | Pilot            | Motocicleta | Punts |
| ------- | ---------------- | ----------- | ----- |
| 1       | Dave Thorpe      | Honda       | 316   |
| 2       | André Malherbe   | Honda       | 311   |
| 3       | Eric Geboers     | Honda       | 299   |
| 4       | Georges Jobé     | Kawasaki    | 296   |
| 5       | Kees Van der Ven | KTM         | 211   |
| 6       | Leif Persson     | Yamaha      | 202   |
| 7       | Kurt Nicoll      | Kawasaki    | 157   |
| 8       | Håkan Carlqvist  | Yamaha      | 156   |
| 9       | Rob Andrews      | Kawasaki    | 67    |
| 10      | Mervyn Anstie    | Kawasaki    | 62    |

## 250 cc

Inici del GP d'Àustria de 250cc a Schwanenstadt, l'abril de 1986

### Grans Premis
| Ronda | Data         | Gran Premi                    | Lloc              | Guanyador          |
| ----- | ------------ | ----------------------------- | ----------------- | ------------------ |
| 1     | 9 de març    | Gran Premi dels Països Baixos | Venray            | Jacky Vimond       |
| 2     | 13 d'abril   | Gran Premi d'Àustria          | Schwanenstadt     | Jacky Vimond       |
| 3     | 4 de maig    | Gran Premi de França          | Villars-sous-Écot | Jacky Vimond       |
| 4     | 11 de maig   | Gran Premi d'Itàlia           | Gallarate         | Michele Fanton     |
| 5     | 25 de maig   | Gran Premi de Txecoslovàquia  | Sverepec          | Jeremy Whatley     |
| 6     | 1 de juny    | Gran Premi de Iugoslàvia      | Tržič             | Jacky Vimond       |
| 7     | 8 de juny    | Gran Premi de Gran Bretanya   | Farleigh Castle   | Jacky Vimond       |
| 8     | 15 de juny   | Gran Premi de Bèlgica         | Angreau           | Andy Nicholls      |
| 9     | 29 de juny   | Gran Premi de Suïssa          | Rothenthurm       | Jacky Vimond       |
| 10    | 6 de juliol  | Gran Premi d'Alemanya         | Rudersberg        | Jacky Vimond       |
| 11    | 20 de juliol | Gran Premi dels Estats Units  | Unadilla          | Bob Hannah         |
| 12    | 24 de juliol | Gran Premi de Suècia          | Saxtorp           | Gert-Jan Van Doorn |

### Classificació final
| Posició | Pilot              | Motocicleta | Punts |
| ------- | ------------------ | ----------- | ----- |
| 1       | Jacky Vimond       | Yamaha      | 315   |
| 2       | Michele Rinaldi    | Suzuki      | 222   |
| 3       | Gert-Jan Van Doorn | Honda       | 188   |
| 4       | Jeremy Whatley     | Cagiva      | 178   |
| 5       | Jorgen Nilsson     | Suzuki      | 164   |
| 6       | Peter Hansson      | Husqvarna   | 160   |
| 7       | Jo Martens         | Husqvarna   | 160   |
| 8       | Michele Fanton     | Yamaha      | 137   |
| 9       | Kurt Ljungvist     | Yamaha      | 128   |
| 10      | Peter Johansson    | Honda       | 95    |

## 125 cc

### Classificació final
| Posició | Pilot             | Motocicleta | Punts |
| ------- | ----------------- | ----------- | ----- |
| 1       | Dave Strijbos     | Cagiva      | 358   |
| 2       | John Van Den Berk | Yamaha      | 297   |
| 3       | Massimo Contini   | Cagiva      | 259   |
| 4       | Pekka Vehkonen    | Cagiva      | 259   |
| 5       | Mikka Kouki       | Yamaha      | 226   |
| 6       | Ismo Vehkonen     | Honda       | 215   |
| 7       | Arto Pantilla     | KTM         | 192   |
| 8       | Alberto Barozzi   | Benelli     | 161   |
| 9       | Bob Moore         | Suzuki      | 100   |
| 10      | Dietmar Larcher   | KTM         | 94    |

## Resum: Podi final 1986
|           | 500 cc         | 500 cc | 250 cc          | 250 cc | 125 cc            | 125 cc |
| Campió    | David Thorpe   | Honda  | Jacky Vimond    | Yamaha | David Strijbos    | Cagiva |
| Subcampió | André Malherbe | Honda  | Michele Rinaldi | Suzuki | John Van Den Berk | Yamaha |
| Tercer    | Eric Geboers   | Honda  | Gert Van Doorn  | Honda  | Massimo Contini   | Cagiva |